# 869
Раннє Середньовіччя •  Епоха вікінгів •  Золота доба ісламу •  Реконкіста

## Геополітична ситуація
У Східній Римській імперії триває правління Василя I Македонянина. Володіння Каролінгів розділені на 4 королівства: Західно-Франкське королівство, Східно-франкське королівство, Лотарингію, Італію. Північ Італії належить Італійському королівству, Рим і Равенна під управлінням Папи Римського, герцогства на південь від Римської області незалежні, деякі області на півночі та на півдні належать Візантії. Піренейський півострів, окрім Королівства Астурія та Іспанської марки, займає Кордовський емірат. Вессекс підпорядкував собі більшу частину Англії, почалося вторгнення данів. Існують слов'янські держави: Перше Болгарське царство, Велика Моравія, Блатенське князівство.
Аббасидський халіфат очолив аль-Мухтаді. У Китаї править династія Тан. Значними державами Індії є Пала, Пратіхара, Чола. В Японії триває період Хей'ан. Хозарський каганат підпорядкував собі кочові народи на великій степовій території між Азовським морем та Аралом. Територію на північ від Китаю захопили єнісейські киргизи.
На території лісостепової України в IX столітті літописці згадують слов'янські племена білих хорватів, бужан, волинян, деревлян, дулібів, полян, сіверян, тиверців, уличів. У Північному Причорномор'ї співіснують різні кочові племена, зокрема булгари, хозари, алани, тюрки, угри, кримські готи. Херсонес Таврійський належить Візантії. У Києві правлять Аскольд і Дір.

## Події
- Розпочався Четвертий Константинопольський собор, на якому розглядалися питання церковної юрисдикції та filioque. Католицька церква вважає цей собор вселенським, православна — ні.
- Після смерті Кирила Папа Римський Адріан II висвятив на архиєпископа слов'янських земель його брата Мефодія.
- Захоплення Мальти сицилійськими арабами.
- Проблеми в Аббасидському халіфаті:
  - Якуб ас-Саффар, засновник династії Саффаридів, захопив Шираз.
  - Гулями кинули у в'язницю халіфа аль-Мутазза і заморили його голодом та спрагою.
  - Новим халіфом став аль-Мухтаді.
  - Розпочалося повстання зинджів в Іраку. Зинджі були чорношкірими рабами, яких привезли із Східної Африки.
- Король Італії Людовик II об'єднав з візантійцями свої зусилля в боротьбі проти сарацинів. Облога Барі, важливого пункту торгівлі слов'янськими рабами, продовжується, візантійський флот блокував місто з моря.
- Після смерті короля Лотарингії Лотара II його дядько, король Західного Франкського королівства Карл Лисий поквапився приєднати її до своїх володінь попри попередню домовленість з Людовиком II Німецьким про розділ земель.
- Король Баварії Карломан вторгся у Велику Моравію.
- В Ов'єдо придушення заколоту братів короля Альфонсо III.

## Народились
- Мухаммед ібн Хасан, дванадцятий прихований імам.

## Померли
- 14 лютого — Кирило, слов'янський просвітитель та проповідник християнства
- 8 серпня — Лотар II (Lothar II), король франків